# Taraxacum caloschistum
Taraxacum caloschistum — вид квіткових рослин з родини айстрових (Asteraceae). Вид зростає в Європі: Данія, Норвегія, Швеція, Фінляндія, Німеччина, Швейцарія, Польща, Франція, Естонія, Латвія; інтродукований до Англії, Уельсу, Шотландії, Ірландії; це багаторічна рослина помірних біомів.

## Середовище
Населяє луки, узбіччя, сади, міські ділянки.

## Морфологічна характеристика
Кульбаба середнього розміру з численними однотипними вузьколанцетними багатолопатевими середньо-зеленими від розпростертого до висхідного листям у скупченій розетці. Черешки блискуче-червоні; проксимальне серединне ребро також червоне. Бічних часток листка 5–8, коротких, розчепірених, гострих, увігнутих по дистальному краю та з одним великим зубцем або дволопатевих. Кінцеві частки листа короткі, трикутні, гострі. Зовнішні приквітки блідо-зелені зверху або зі свинцевим нальотом, слабко облямовані, закінчуються тонким кольоровим кінчиком. Язичкові смуги сірувато-рожеві.